# قتاد الأطلس المتوسط
قَتَاد الأطلس المتوسط (باللاتينية: Astragalus mesatlanticus) نوع نباتي عشبي من جنس القتاد.

## البيئة والانتشار
موطنه المغرب العربي.